# Rudolf Kimmina

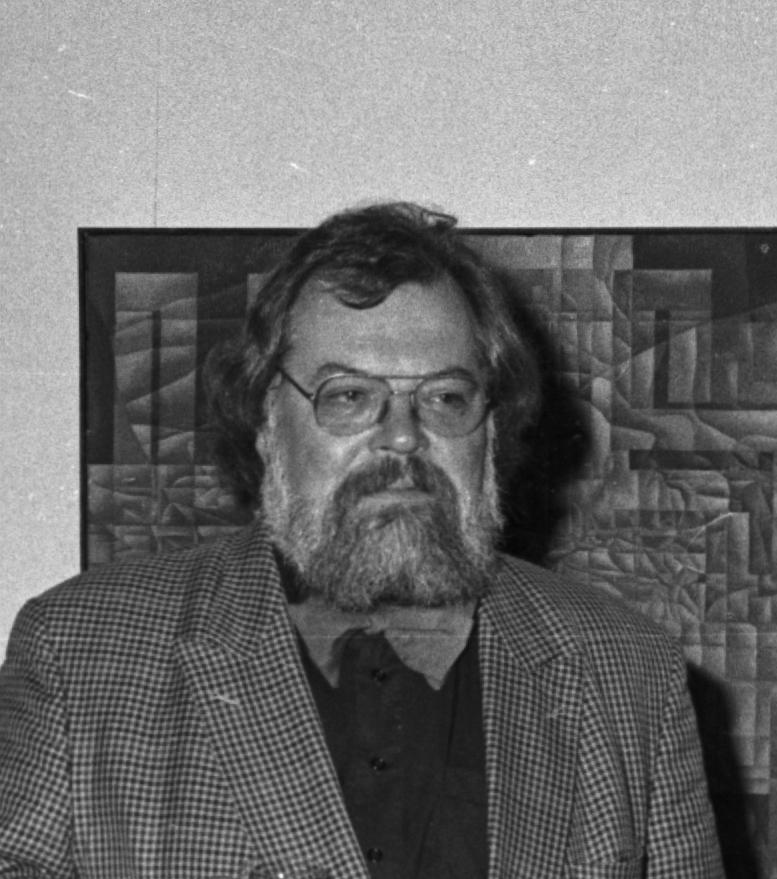
Rudolf Kimmina im Kulturzentrum Ostpreußen Ellingen (1997)

Rudolf Paul Kimmina (* 28. Mai 1944 in Freckenhorst; † 16. April 2024 in Clarholz) war ein deutscher Maler.

## Leben
Rudolf Kimmina wurde als Sohn des Gerichtsassessors Rudolf Kimmina in Freckenhorst geboren. Er lebte als freier Maler in Clarholz, Ostwestfalen und in Neringa, Ortsteil Preila, auf der Kurischen Nehrung.
Nach dem Besuch des Gymnasiums Laurentianum in Warendorf erfolgte von 1963 bis 1968 ein Studium an der Werkkunstschule in Münster nach den Grundlagen des Bauhauses u. a. bei Emil Bert Hartwig. In der Folgezeit arbeitete er neben der Tätigkeit als Maler vor allem als Kunsterzieher unter anderem 1974–2004 am Thomas-Morus-Gymnasium in Oelde. Seit 2004 war er ausschließlich als freier Maler tätig, vor allem im mittel- und im osteuropäischen Raum.
Rudolf Kimmina war Mitglied der Künstlergilde Esslingen, Baden-Württemberg.
Kimmina starb 2024 in Clarholz.

## Ausstellungen (Auswahl)
- 1993 Galerie Vartai, Vilnius/Litauen
- 1994 Museum Kaliningrad/Russland (Königsberg)
- 1997 Kulturzentrum Ostpreußen (Ellingen)
- 1994 Historisches Museum Sowetsk/Russland (Tilsit)
- 2000 Goethe-Institut Riga/Lettland
- 2000 Mazosios Lietuvos Istorijos Muziejos, Klaipėda/Litauen
- 2002 Neue Messehallen Leipzig
- 2004 Heiligegeestkapel in Steenwijkerland, Niederlande
- 2005 Sejny/Polen
- 2008 Perkuno Namai in Kaunas, Litauen

## Auszeichnungen, Ehrungen, Preise
- 1989 Kulturpreis der Stiftung Deutsch Krone
- 2002 Kulturpreis der Landsmannschaft Ostpreußen für Bildende Kunst

## Veröffentlichungen
- 1994 Kimmina – Ansichten; Edition Elbracht Gütersloh
- 2004 Enciklopedija Mazozios Lietuvos, band 2
- 2010 Begründungen – Caspar Ritter von Zumbusch und der Von-Zumbusch Kunstpreis in: Herzebrock – Verlag für Regionalgeschichte, ISBN 978-3-89534-860-0